# Valódi vakondok
A valódi vakondok (Talpini) az emlősök (Mammalia) osztályának Eulipotyphla rendjébe, ezen belül a vakondfélék (Talpidae) családjába tartozó nemzetség.

## Rendszerezés
A nemzetségbe az alábbi 5 élő nem és 29 élő faj tartozik:
- Euroscaptor Miller, 1940 – 8 élő faj, délkelet-ázsiai vakondok
- Mogera Pomel, 1848 – 9 élő faj, kelet-ázsiai vakondok
- Parascaptor Gill, 1875 – 1 élő faj
- Scaptochirus (H. Milne-Edwards, 1867) – 1 élő faj
- vakond (Talpa) Linnaeus, 1758 – 10 élő faj és 1 fosszilis faj; típusnem